# Emil Nyberg
Emil Nyberg (19 maggio 2003) è uno sciatore alpino svedese.

## Biografia
Specialista delle prove veloci attivo dal novembre del 2019, Nyberg ha esordito in Coppa Europa l'11 dicembre 2021 a Santa Caterina Valfurva in discesa libera (89º); ai Mondiali juniores di Sankt Anton am Arlberg 2023 ha vinto la medaglia d'oro nella gara a squadre e a quelli di Alta Savoia 2024 ha conquistato la medaglia d'argento nella medesima gara. Non ha debuttato in Coppa del Mondo e non ha preso parte a rassegne olimpiche o iridate.

## Palmarès

### Mondiali juniores
- 2 medaglie:
  - 1 oro (gara a squadre a Sankt Anton am Arlberg 2023)
  - 1 argento (gara a squadre ad Alta Savoia 2024)

### Coppa Europa
- Miglior piazzamento in classifica generale: 191º nel 2024

### Campionati svedesi
- 4 medaglie:
  - 3 argenti (supergigante nel 2022; supergigante nel 2024; discesa libera nel 2025)
  - 1 bronzo (slalom gigante nel 2023)